# Basanito

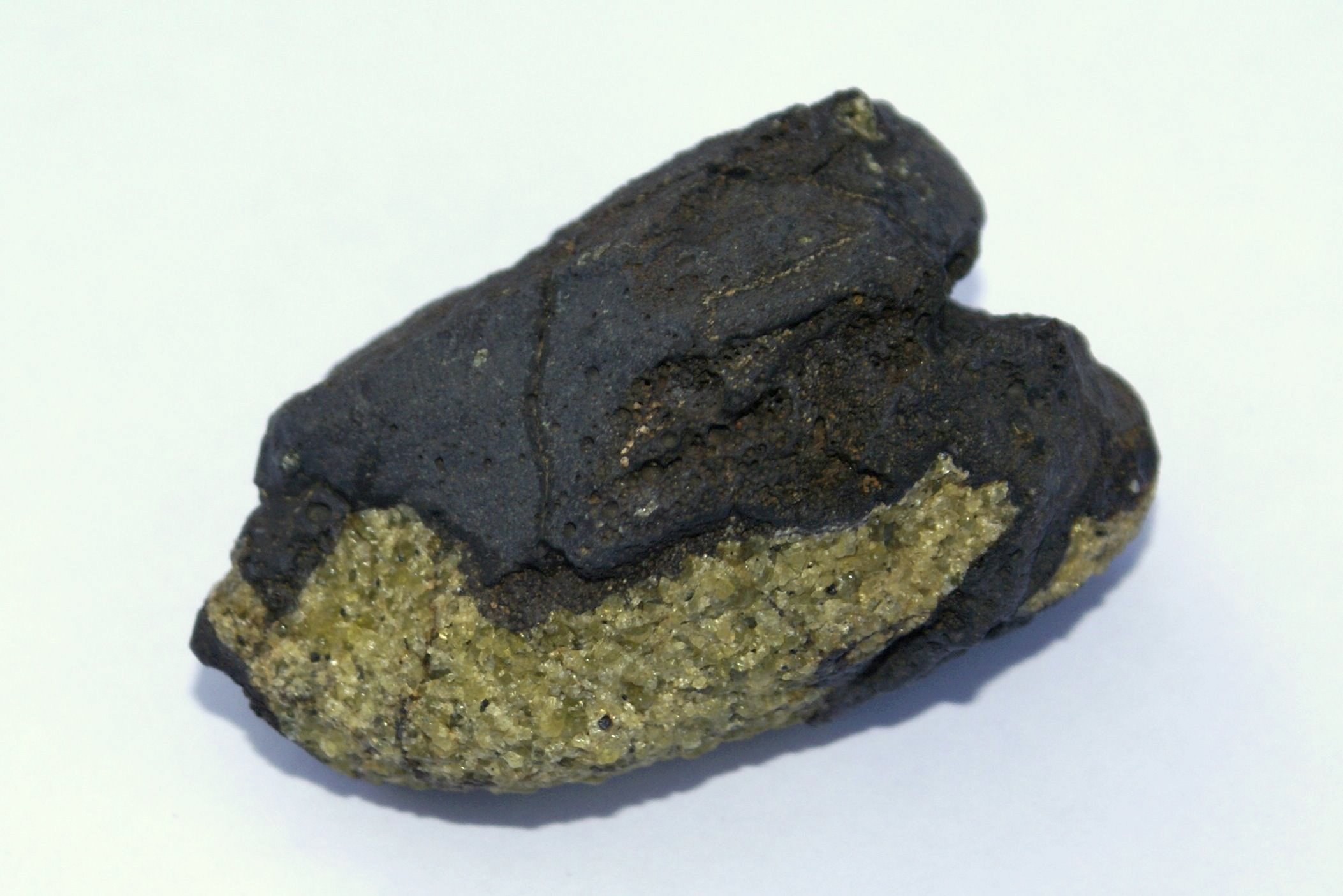
Foto de um basanito

O basanito é uma rocha ígnea-vulcânica (extrusiva) com textura afanítica a porfirítica, próxima do basalto. A composição mineral é geralmente abundante em feldspatóides (nefelina, leucite ou analcima), plagioclase cálcica, e augite, junto com olivina e quantidades menores de óxidos de ferro e titânio como a ilmenita e a magnetita-ulvospinela; alguns feldspatos alcalinos podem estar presentes, ilustrados pela posição do basanito no diagrama QAPF.
Clinopiroxena (augita) e olivina são comuns sob a forma de fenocristais e na matriz. A augita contém quantidades significativamente maiores de titânio, alumínio e sódio que a presente nos basaltos toleiíticos típicos. O quartzo está ausente, assim como a ortopiroxena e a pigeonita. Quimicamente os basanitos são pobres em sílica (42 à 45% SiO2) e ricos em álcalis (3 à 5.5% Na2O e K2O), se comparados ao basalto, o qual tipicamente contém mais SiO2, como é evidente no diagrama usado pela classificação TAS. O nefelinito é ainda mais rico em Na2O e K2O, relativamente a SiO2.
Basanitos ocorrem tanto nos continentes como nas ilhas oceânicas. Por exemplo, juntamente com os basaltos, ambos são produzidos pelos hotspots vulcânicos do Havaí e das Ilhas Comores
O basanito é também usado para se referir a alguns jaspes, encontrados em vários estados da Nova Inglaterra nos EUA. Ele também é informalmente conhecido como lidita/lidito e "pedra de toque" (touchstone). Ele já foi usado para testar a pureza de ligas de metais preciosos.